# Verwaltungsgemeinschaft Gramme-Vippach
In der Verwaltungsgemeinschaft Gramme-Vippach aus dem thüringischen Landkreis Sömmerda haben sich zum 31. Dezember 2019 zwölf Gemeinden zur Erledigung ihrer Verwaltungsgeschäfte zusammengeschlossen. Sitz der Verwaltungsgemeinschaft ist in Schloßvippach. 
Auf einer Fläche von 131,53 km² leben gut 9100 Menschen.
Der Name bezieht sich zum einen auf die Gramme, einen Nebenfluss der Unstrut, der sich von Süd nach Nord durch das Gebiet zieht, und zum anderen auf die Vippach, einen rechten Nebenfluss der Gramme.
Im Südwesten grenzt die Verwaltungsgemeinschaft direkt an die Landeshauptstadt Erfurt.

## Die Gemeinden
(Einwohnerstand: 31. Dezember 2023)
| - Alperstedt (737) - Eckstedt (590) - Großmölsen (227) - Großrudestedt (1943) | - Kleinmölsen (295) - Markvippach (542) - Nöda (804) - Ollendorf (427) | - Schloßvippach (1334) - Sprötau (799) - Udestedt (754) - Vogelsberg (674) |

## Geschichte
Die Verwaltungsgemeinschaft ist gemäß „Thüringer Gesetz zur freiwilligen Neugliederung kreisangehöriger Gemeinden im Jahr 2019“ aus dem Zusammenschluss der Verwaltungsgemeinschaften An der Marke und Gramme-Aue hervorgegangen.
Zunächst wurde die Verwaltungsgemeinschaft durch den Bürgermeister von Udestedt Gunnar Dieling als Beauftragten geführt, seit dem 1. April 2020 bis August 2023 war Ulrich Georgi als hauptamtlicher Gemeinschaftsvorsitzender im Amt.
Am 10. Januar 2024 wurde Andreas Noth zum hauptamtlichen Gemeinschaftsvorsitzenden gewählt und ist seit dem 1. Februar 2024 im Amt.

## Verkehr
Durch das Gebiet der Verwaltungsgemeinschaft verlaufen die A 71 mit der Abfahrt 6 „Sömmerda-Süd“ sowie mehrere Landesstraßen. Im Süden schneidet die Eisenbahn-Schnellfahrstrecke Erfurt–Leipzig/Halle das Gebiet, der einzige Haltepunkt ist in Großrudestedt an der Bahnstrecke Sangerhausen–Erfurt. Früher waren die Orte mit der Schmalspurbahn Weimar–Rastenberg/Großrudestedt angebunden.